# Kriesnadath Nandoe
Kriesnadath Nandoe (14 juni 1935) is een Surinaams politicus, diplomaat, bestuurder en docent. Hij was Statenlid voor de Vooruitstrevende Hervormings Partij (VHP), ambassadeur in Brazilië, bestuursvoorzitter van verschillende organisaties en docent aan de Anton de Kom Universiteit van Suriname (AdeKUS).

## Biografie

### Bankwezen en ministeries
Kriesnadath Nandoe werkte van 1956 tot 1958 in de Verenigde Staten als staflid van de Hollandsche Bank-Unie in Nevada. Tijdens zijn verblijf volgde hij van 1955 tot 1956 studies aan de Universiteit van Illinois (commerciële bankopleiding) en de Ohio State University. Daarna werkte als hoofd van de kredietafdeling van het Ministerie van Landbouw, Veeteelt en Visserij. Hij was van 1958 tot 1968 hij bestuurslid van de Volkscredietbank.
Ook was hij een tijdlang senior beleidsmedewerker voor het ministerie van Justitie en Politie.

### Staten van Suriname
Voor de VHP deed hij mee aan de verkiezingen van 1963. Na de vorming van het kabinet onder leiding van Jopie Pengel kwam er een zetel vrij in de Staten van Suriname. Na de verkiezingen van 1967 werd hij herkozen. Hij vertrok in 1968 en werd opgevolgd door George Hindori.

### Diplomatie
In 1975 volgde hij een studie aan het International Institute of Social Studies in Den Haag en in internationale betrekkingen aan de Universiteit van Leiden. In 1981 volgde hij nog een studie in belastingrecht aan de universiteit van Long Island. Hij slaagde voor de titels Master of Science (MSc.) in internationale economische relaties en Meester in de Rechten (LL.M.).
Hij vervolgde zijn carrière als beroepsdiplomaat. Van 1976 tot 1983 was hij economisch ambassaderaad bij de permanente missie van Suriname bij de Verenigde Naties (VN) in New York. Van 1983 tot 1986 was hij zaakgelastigde op de Braziliaanse ambassade en vervolgens werkte hij enkele jaren in leidinggevende functies op het ministerie van Buitenlandse Zaken. In 1989 werd hij permanent vertegenwoordiger bij de VN in New York. Ook vertegenwoordigde hij Suriname bij de Economische en Sociale Raad van de Verenigde Naties (ECOSOC). Van 1994 tot 1996 was hij ambassadeur voor Suriname op de Braziliaanse ambassade. Van daaruit was hij van 1995 tot 1996 ook niet-ingezeten ambassadeur voor Chili.
Hij vervulde rollen in diverse organisaties, zoals als vicevoorzitter voor het Caribische gebied van de Global Organization for People of Indian Origin (GOPIO). Verder was hij voorzitter van de Suriname-India Chamber of Commerce and Industry in Paramaribo en van het Instituut voor Internationale Relaties op de AdeKUS.

### Anton de Kom Universiteit
Aan de AdeKUS doceerde hij internationale politiek. Hij heeft artikelen geschreven voor het Surinaams Juristenblad en het Dagblad Suriname.